# 沙海镇 (杭锦后旗)
沙海镇，是中华人民共和国内蒙古自治区巴彦淖尔市杭锦后旗下辖的一个乡镇级行政单位。

## 行政区划
沙海镇下辖以下地区：
小沙沟村、五星村、沙海村、新红村、友爱村、向阳村、八一村、新乐村、南园村和前进村。